# Antonia Brenner
Antonia Brenner, mais conhecida como Madre Antonia (1 de dezembro de 1926 - 17 de outubro de 2013) era uma irmã religiosa católica americana e ativista que escolheu residir e cuidar dos presos na famosa prisão de segurança máxima de La Mesa em Tijuana, México.  Como resultado de seu trabalho, ela fundou um novo instituto religioso chamado Servos Eudistas da 11ª Hora.

## Biografia
Brenner nasceu Mary Clarke em 1 de dezembro de 1926, filha de Joseph Clarke e Kathleen Mary Clarke. Ela foi casada e divorciada duas vezes e tinha sete filhos, morando em Beverly Hills, Califórnia .  Ela disse que em 1969 teve um sonho em que era prisioneira no Calvário e prestes a ser executada, quando Jesus apareceu a ela e se ofereceu para substituí-la. Ela recusou a oferta, tocou-lhe na bochecha e disse-lhe que nunca o deixaria, não importava o que acontecesse com ela. Em algum momento da década de 1970, ela decidiu dedicar sua vida à Igreja, em parte por causa desse sonho.
Como uma mulher mais velha e divorciada, Clarke foi proibida pelas regras da igreja de se juntar a qualquer ordem religiosa, então ela continuou seu trabalho sozinha. Ela fundou uma ordem para aqueles em sua situação: os Servos Eudistas da Décima Primeira Hora.  Em 1983, Brenner recebeu o Golden Plate Award da American Academy of Achievement. Em 2003, sua comunidade religiosa foi formalmente aprovada por Rafael Romo Munoz, Bispo da Diocese de Tijuana. Em 25 de setembro de 2009, ela recebeu o Prêmio de Coragem de Consciência da Abadia da Paz, apresentado na Escola de Estudos para a Paz Joan B. Kroc da Universidade de San Diego.
Além de seu trabalho normal envolvendo os prisioneiros, ela negociou o fim de um motim. Ela também convenceu os administradores da prisão a descontinuar células precárias conhecidas como as tumbas (túmulos).
A estrada fora da prisão, conhecida até recentemente como "Los Pollos" ("As Galinhas"), foi renomeada em novembro de 2007 para "Madre Antonia" em sua homenagem.
Seu perfil é descrito no livro The Prison Angel, escrito pelos jornalistas ganhadores do Prêmio Pulitzer Mary Jordan e Kevin Sullivan.
Em 2010, o Estúdio Frontera lançou um documentário em DVD sobre a vida de Madre Antonia, La Mama: An American Nun's Life in a Mexican Prison. Produzido e escrito por Jody Hammond, fotografado e editado por Ronn Kilby e narrado por Susan Sarandon, o filme levou cinco anos para ser feito.

Após um período de deterioração da saúde, Brenner morreu em 17 de outubro de 2013, aos 86 anos, em sua casa em Tijuana.